# Allobates granti
Espèce
Synonymes
- Colostethus granti Kok, MacCulloch, Gaucher, Poelman, Bourne, Lathrop & Lenglet, 2006

Statut de conservation UICN

 LC  : Préoccupation mineure
Allobates granti est une espèce d'amphibiens de la famille des Aromobatidae.

## Répartition
Cette espèce se rencontre entre 100 et 730 m d'altitude en Guyane et au Suriname.

## Étymologie
Cette espèce est nommée en l'honneur de Taran Grant.

## Publication originale
- Kok, MacCulloch, Gaucher, Poelman, Bourne, Lathrop & Lenglet, 2006 : A new species of Colostethus (Anura, Dendrobatidae) from French Guiana with a redescription of Colostethus beebei (Noble, 1923) from its type locality. Phyllomedusa, vol. 5, p. 43-66 (texte intégral).